# Can Lộ Lộ
Can Lộ Lộ (tiếng Anh: Gan LuLu; tiếng Trung: 干露露) là một người mẫu nổi tiếng của Trung Quốc.

## Sự nghiệp
Can Lộ Lộ sinh ngày 1 tháng 11 năm 1985 tại Bắc Kinh, Trung Quốc.
Tháng 2 năm 2012, mẹ của cô "lo sợ cô con gái lúc đó 26 tuổi của mình sẽ chết già vì vẫn chưa hẹn hò nổi một người đàn ông". Bà đã mở một chiến dịch tìm bạn trai cho con gái bằng cách tung một clip khỏa thân lên mạng. Hai tuần sau, cô trở thành hiện tưởng nổi tiếng Internet.
Hình ảnh của cô liên tục được cập nhật trên tất cả các tạp chí lớn của Trung Quốc đồng thời được mời đến hàng chục chương trình truyền hình.
Tuy cô không phải đối tượng để các báo chính thống săn đuổi mà là con mồi của những tạp chí lá cải, nhưng Lộ Lộ đã rất nổi tiếng, vượt ra khỏi biên giới Trung Hoa.
Riêng trang cá nhân weibo của Can Lộ Lộ đặt trên sina đã thu hút tới hơn 1 triệu lượt độc giả mỗi ngày. Những bài báo có sự xuất hiện của cái tên Can Lộ Lộ có lượng độc giả tăng vượt trội thậm chí còn vượt cả những tên tuổi đình đám của Cbiz.

## Scandal
Tháng 9.2013, Can Lộ Lộ đã trở thành gương mặt trang bìa của tạp chí FHM phiên bản Singapore, tờ này tán dương là cô là "Ngôi sao Trung Quốc gợi cảm nổi tiếng nhất trên mạng Internet". Điều này khiến nhiều người phản đối